# Lochgefängnisse (Nürnberg)

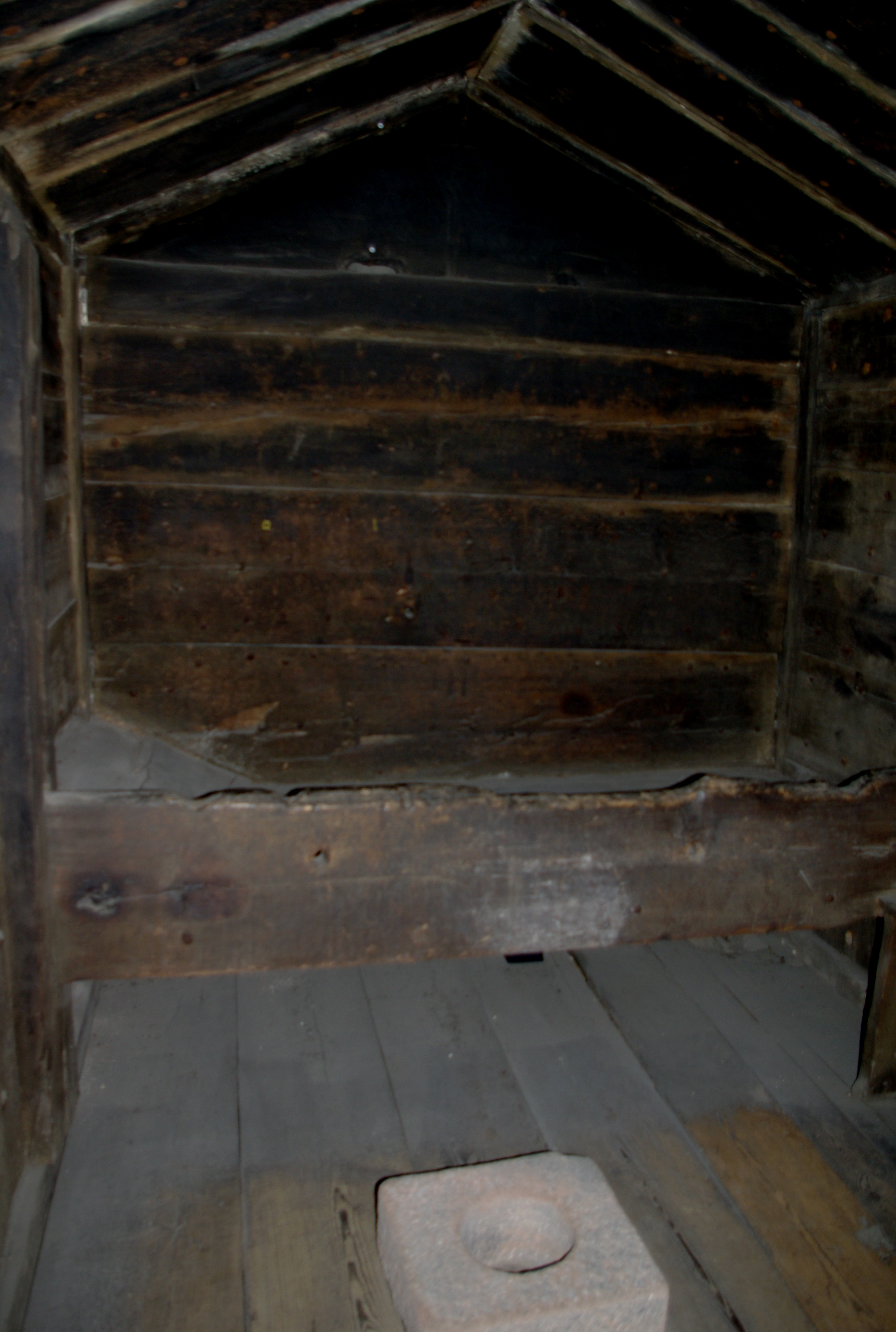
Zelle in den Nürnberger Lochgefängnissen

Die mittelalterlichen Nürnberger Lochgefängnisse sind eine Einrichtung der Museen der Stadt Nürnberg und befinden sich in den Kellergewölben des alten Nürnberger Rathauses, nahe dem Nürnberger Hauptmarkt.

## Geschichte

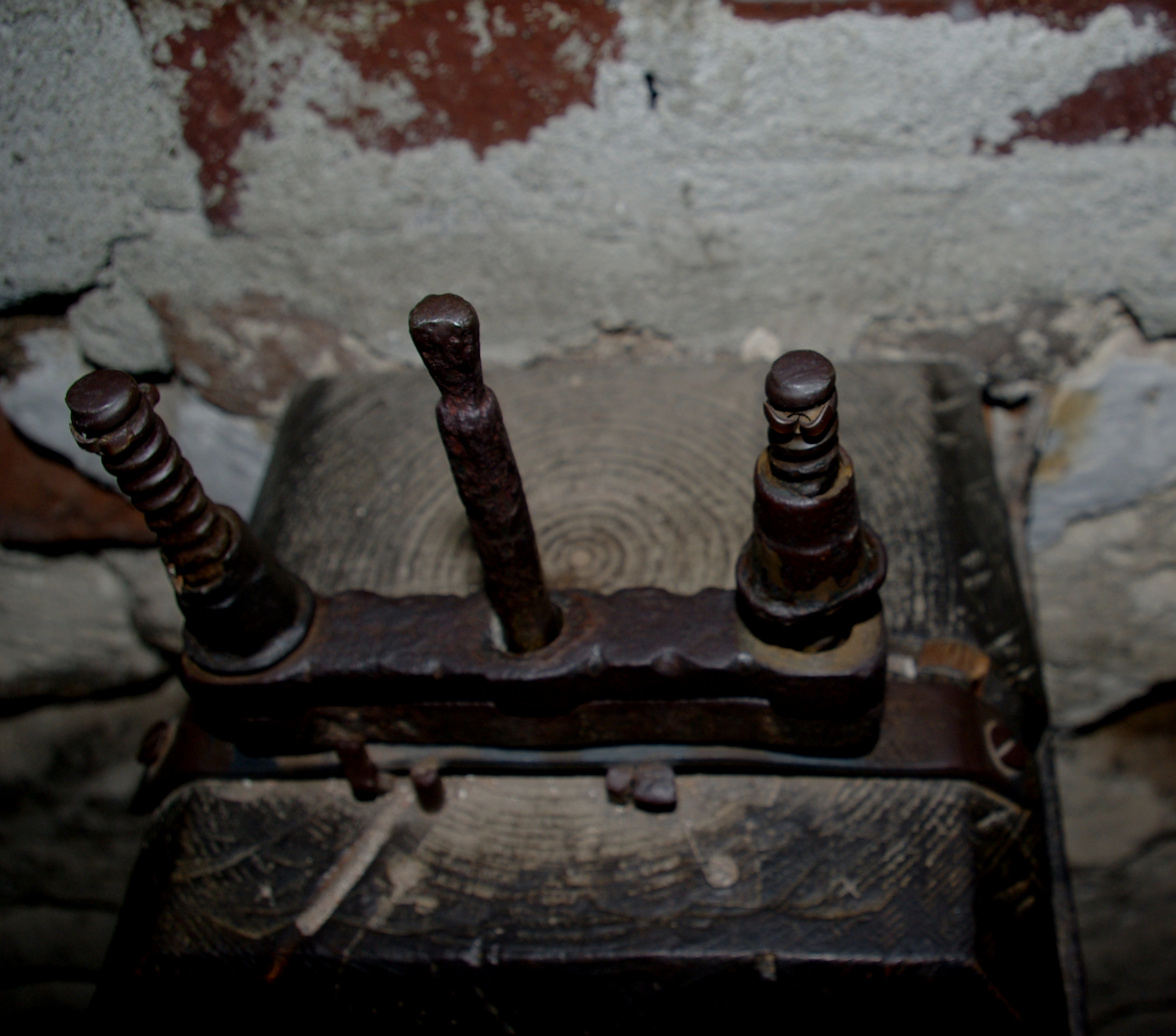
Daumenschraube in den Nürnberger Lochgefängnissen

Die Reichsstadt Nürnberg erwarb im Jahre 1322 das Brothaus des Zisterzienserklosters Heilsbronn am Salzmarkt, um ein Rathaus mit Stadtgericht zu errichten. Dies machte den zusätzlichen Bau eines Gefängnisses erforderlich. Das Erdgeschoss des gotischen Brothauses war ein „Kaufhaus“ und in der Art eines Basars durch hölzerne Zwischenwände in Ladenzellen oder Brotstuben unterteilt.
Im Zuge der Umbauarbeiten wurden die vorhandenen Eingänge in der Umfassungsmauer mit Sandsteinquadern geschlossen. Die Bauherren ließen das Geländeniveau um das Gebäude auf Geschosshöhe (ca. drei Meter) aufschütten. Das ehemalige Erdgeschoss wurde zu einem Keller umgewandelt. Steinmauern ersetzten die Zellenzwischenwände und stützten das Tonnengewölbe.
Von den so entstandenen 21 Räumen wurden 15 als Gefängniszellen umgebaut. Sie dienten zur Verwahrung in Untersuchungshaft bis zur Fällung eines Urteils und dessen Vollstreckung. Die Haftbedingungen waren grausam: So mussten Häftlinge unter Umständen mehrere Tage in einer der etwa zwei mal zwei Meter großen Zellen, angebunden, in völliger Dunkelheit, verbringen. Die Ausstattung der Zellen war karg: Holzbohlen kleideten Fußböden, Decken und Wände aus; die Einrichtung bestand aus Pritsche, Bank und einem Eimer für die Notdurft mit einem Brett darauf, das gleichzeitig als Tisch diente, im Winter gab es zusätzlich ein Heizbecken. Für die Verköstigung und auch für eine eventuell notwendige medizinische Betreuung mussten die Gefangenen selbst aufkommen. Die Versorgung der Gefangenen organisierte der „Lochwirt“. Finanziell Bessergestellte konnten sich eine bessere Versorgung erkaufen. Mittellose wurden durch Almosenstiftungen oder auf Kosten der Stadt verpflegt.
Einige Zellen waren für eine bestimmte Art von Insassen reserviert: Zelle Nummer 11 zeigt einen roten Hahn, das Sinnbild der Brandstiftung, Zelle Nummer 12 ist mit einer schwarzen Katze gekennzeichnet, was auf Verleumder hindeutet.
Neben den Zellen enthält das Gefängnis auch eine Schmiede und die Wohnung des Lochwirts. Die Folterkammer, wegen ihrer Größe „Kapelle“ genannt, vermittelt ein gutes Bild, wie damals die Gefangenen gefoltert und verhört wurden. Die Art und Härte der Folter wurde vom Stadtgericht festgelegt.
Die Lochgefängnisse dienten, außer in Ausnahmefällen (z. B. Todeskandidaten), nicht als Haftanstalt, hierfür waren die Gefängnistürme da, wie z. B. der Schuldturm, der Wasserturm und der Luginsland.
Ein bekannter Insasse in diesem Gefängnis war der Bildhauer Veit Stoß.
Die mittelalterlichen Lochgefängnisse können im Rahmen einer Führung besichtigt werden. Sie enthalten noch  die fast unverändert erhaltene Anlage eines großen mittelalterlichen Untersuchungsgefängnisses.